# Latinh hóa ALA-LC Hoa Kỳ
Latin hóa ALA-LC là một tập hợp các tiêu chuẩn cho chuyển đổi sang chữ Latin các văn bản hay tên gọi từ các hệ chữ viết phi Latin. Bộ tiêu chuẩn này do Hiệp hội Thư viện Mỹ (ALA, American Library Association) và Thư viện Quốc hội Hoa Kỳ (LC, Library of Congress) lập ra .

## Áp dụng
Hệ thống này được sử dụng để thể hiện thông tin thư mục của thư viện Bắc Mỹ, Thư viện Anh (từ năm 1975), và trong các ấn phẩm trên toàn thế giới nói tiếng Anh .
Quy tắc Biên mục Anh-Mỹ (AACR, Anglo-American Cataloguing Rules) đòi hỏi người biên mục Latin hóa điểm truy cập từ bản chính phi Latin . Tuy nhiên, khi MARC đã được mở rộng để cho phép các hồ sơ có chứa các ký tự Unicode, nhiều biên mục hiện nay bao gồm dữ liệu thư mục trong cả Latin và các văn tự gốc . Chuẩn Mô tả Tài nguyên và Truy cập (Resource Description and Access) mới xuất hiện, tiếp tục nhiều khuyến nghị của AACR nhưng đề cập đến quá trình này là "chuyển ngữ" hơn là "Latin hóa" .
Hiện nay ALA-LC có 70 bảng Latin hóa, trong số đó có:
- Bảng Latin hóa tiếng Cherokee được tạo ra bởi LC và ALA vào năm 2012 và sau đó được duyệt ở Đại hội Cherokee Tri-Council tại Cherokee, Bắc Carolina. Đó là bảng ALA-LC Latin hóa đầu tiên cho âm tiết người Mỹ bản địa [6].
- Bảng Latin hóa tiếng Trung sử dụng hệ thống phiên âm Wade-Giles cho đến năm 1997, khi Thư viện Quốc hội (LC) công bố quyết định chuyển tới hệ thống bính âm [7].